# Chandla
Chandla é uma cidade e uma nagar panchayat no distrito de Chhatarpur, no estado indiano de Madhya Pradesh.

## Geografia
Chandla está localizada a 25° 05′ N, 80° 12′ L. Tem uma altitude média de 177 metros (580 pés).

## Demografia
Segundo o censo de 2001, Chandla tinha uma população de 10 207 habitantes. Os indivíduos do sexo masculino constituem 53% da população e os do sexo feminino 47%. Chandla tem uma taxa de literacia de 57%, inferior à média nacional de 59,5%; a literacia no sexo masculino é de 66% e no sexo feminino é de 46%. 20% da população está abaixo dos 6 anos de idade.